# David Giraudo
David Giraudo, né le 3 février 1970 aux Salles-du-Gardon, est un footballeur français. Il a évolué au poste de défenseur de la fin des années 1980 au début des années 2000. 